# Saint-Victor (Dordogne)
Saint-Victor is een gemeente in het Franse departement Dordogne (regio Nouvelle-Aquitaine) en telt 185 inwoners (2005). De plaats maakt deel uit van het arrondissement Périgueux.

## Geografie
De oppervlakte van Saint-Victor bedraagt 5,2 km², de bevolkingsdichtheid is 35,6 inwoners per km².
De onderstaande kaart toont de ligging van Saint-Victor (Dordogne) met de belangrijkste infrastructuur en aangrenzende gemeenten.

## Demografie
Onderstaande figuur toont het verloop van het inwonertal (bron: INSEE-tellingen).